# Oscar Jay
Oscar Jay var en fransk bågskytt. Han deltog vid olympiska sommarspelen 1908.